# Phạm Tuấn Hải
Phạm Tuấn Hải (Phủ Lý, 19 de mayo de 1998) es un futbolista vietnamita que juega en la demarcación de delantero para el Hanoi FC de la V.League 1.

## Selección nacional
Hizo su debut con la selección absoluta de Vietnam el 12 de octubre de 2021 en un encuentro de clasificación para la Copa Mundial de Fútbol de 2022 contra Omán que finalizó con un resultado de 3-1 a favor del combinado omaní tras los goles de Issam Al-Sabhi, Mohsin Al-Khaldi y Salaah Al-Yahyaei para Omán, y de Nguyễn Tiến Linh para Vietnam.

## Clubes
| Club                 | País    | Año       | Partidos | Goles |
| -------------------- | ------- | --------- | -------- | ----- |
| Hong Linh Ha Tinh FC | Vietnam | 2018-2022 | 34       | 7     |
| Hanoi FC             | Vietnam | 2022-     | 92       | 34    |